# Кошелев, Василий Илларионович
Василий Илларионович Кошелев (рум. Vasile Coşelev; 12 февраля 1972) — молдавский футболист, вратарь. Выступал за сборную Молдавии.

## Карьера

### Клубная
Начинал карьеру в советское время выступая за «Тигину», кишинёвский «Нистру», «Зарю» Бельцы и одесский СКА. После распада СССР выступал за молдавские клубы «Буджак», «Тилигул» и «Зимбру», из которого отправлялся в аренду в «Конструкторул» и в «Спуманте». В 1999 году перешёл в российский клуб «Крылья Советов», за который в чемпионате дебютировал 3 апреля в выездном матче первого тура против ЦСКА. 2 мая 1999 года в выездном матче против нижегородского «Локомотива» отразил пенальти от Арсена Авакова. В 2002 году перешёл в «Уралан», в котором провёл неудачный сезон; клуб вылетел в Первый дивизион, а Кошелев пропустил 36 мячей в 21 матче. В 2001 году перешёл в «Содовик», однако по окончании контракта в конце года покинул клуб. В 2002 году играл за вологодское «Динамо», далее выступал за «Локомотив» Чита. Завершил футбольную карьеру в клубе «ЦСКА-Рапид».

### В сборной
С 1992 по 1999 годы выступал за национальную сборную Молдавии, провёл 23 матча.

### Тренерская
В сентябре 2007 года вошёл в тренерский штаб Игоря Добровольского в сборной Молдавии, став тренером вратарей. В 2008 году тренировал вратарей в «Дачии». А в 2009 году перебрался в «ЦСКА-Рапид». В 2012 году вновь назначен тренером вратарей в сборной, в котором проработал несколько лет.

## Личная жизнь
Сын Василия Алексей тоже профессиональный футболист, вратарь сборной Молдавии.